# Zarudce
Zarudce (ukr. Зарудці) – wieś na Ukrainie w rejonie lwowskim (wcześniej w rejonie żółkiewskim), w obwodzie lwowskim. Liczba ludności wsi wynosi około 350 mieszkańców, a jej powierzchnia to 8,75 km², co daje gęstość zaludnienia równą 83,09 os./km².
W Zarudcach urodziła się polska poetka, Wanda Gizicka.

## Historia
Pierwsza wzmianka o Zarudcach pochodzi z wydanego w roku 1386 dokumentu, w którym  Andrzej, starosta ruski, poświadcza, że Mikołaj Słanka sprzedał Beńkowi z Żabokruk posiadłość Zarudce oraz dworzysko Przedrzymiechy za 70 kóp groszy. W 1402 Beńko z Żabokruk przekazał wieś dominikanom ze Lwowa pod warunkiem dorocznego odprawiania odpowiedniej liczby mszy za jego rodzinę. W 1559 król Zygmunt II August potwierdził przynależność miejscowości do dominikanów.
W okresie międzywojennym miejscowość stanowiła osobną gminę wiejską w powiecie lwowskim województwa lwowskiego, a od 1934 po wprowadzeniu w życie ustawy scaleniowej weszła w skład gminy Brzuchowice. W okresie II RP wieś zamieszkana była niemal wyłącznie przez Polaków. 
W 1942 Ukraińska Policja Pomocnicza wywiozła Żydów z wioski do getta, gdzie zginęli. W latach 1944–1945 nacjonaliści ukraińscy z OUN-UPA zamordowali tutaj 10 Polaków.
Po II wojnie światowej znalazła się w granicach Ukraińskiej SRR, a w 1991 weszła w skład Ukrainy.